# Chiesa dei Santi Filippo e Giacomo (Ferrara, Ravalle)
La chiesa dei Santi Filippo e Giacomo è la parrocchiale di Ravalle, frazione di Ferrara; fa parte del vicariato del Beato Giovanni Tavelli da Tossignano dell'arcidiocesi di Ferrara-Comacchio e risale al X secolo.

## Storia
La prima citazione del luogo di culto a Ravalle risale al 903 e da un documento del XIV secolo risulta che la sua dedicazione era a San Giacomo. Venne elevata a dignità di chiesa parrocchiale nel 1432 e in quel secolo fu ampliata con materiale proveniente dalla demolita cappella di San Leonardo che si trovava in località Canale dell'Oca. Nella seconda metà del XVIII secolo questo edificio, ormai diventato insufficiente per le necessità dei fedeli, venne riedificato. La nuova parrocchiale venne costruita sul modello della chiesa di San Michele Arcangelo di Pieve Modolena su progetto del rodigino Massimo Baseggio tra il 1781 ed il 1796. Nel 1797 l'edificio fu danneggiato dalle truppe francesi e si rese necessario un importante lavoro di restauro. Nel 1812 la chiesa venne devastata da un'inondazione del Po e fu in seguito completamente ristrutturata.